# Antonci (Grožnjan)
Antonci is een plaats in de gemeente Grožnjan in de Kroatische provincie Istrië. De plaats telt 67 inwoners (2001).